# Isabella Clara d'Austria

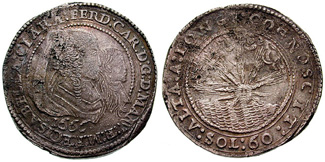
Moneta da 60 soldi emessa nel periodo di reggenza di Isabella Clara.

Isabella Clara d'Austria (Innsbruck, 12 agosto 1629 – Mantova, 24 febbraio 1685) era figlia di Leopoldo V d'Austria e di Claudia de' Medici.

## Biografia

### Infanzia e famiglia
Isabella Clara era la terza figlia (ma primogenita superstite) di Leopoldo V, arciduca d'Austria e conte del Tirolo, e di sua moglie, Claudia de' Medici. Da parte di suo padre i suoi nonni erano Carlo II, arciduca d'Austria e la principessa Maria Anna di Baviera e, da parte di sua madre, i suoi nonni erano Ferdinando I de' Medici e la principessa Cristina di Lorena.
Dal primo matrimonio di sua madre, ebbe una sorellastra, Vittoria della Rovere, duchessa di Rovere e Montefeltro, che sposò il cugino Ferdinando II de' Medici, Granduca di Toscana.

### Il matrimonio e gli anni da Duchessa consorte
Il 7 agosto 1649 fu firmato a Innsbruck il contratto di matrimonio tra Isabella Clara e Carlo II di Gonzaga-Nevers, duca di Mantova ed erede del ducato di Monferrato. Il matrimonio venne celebrato il 7 novembre a Mantova. Grazie a questa alleanza con la Casa d'Asburgo, Carlo II fu in grado di rimuovere i francesi da Casale e poi concordò con il re Luigi XIV di Francia che il ducato di Monferrato non doveva essere controllato dalla Spagna, ma sarebbe rimasto della famiglia Gonzaga.
L'alleanza tra i Gonzaga e gli Asburgo fu doppiamente suggellata col matrimonio tra Eleonora Gonzaga-Nevers, sorella di Carlo, e Ferdinando III d'Asburgo.
La coppia ebbe un figlio:
- Ferdinando Carlo (31 agosto 1652-5 luglio 1708)

Nonostante la nascita del figlio, la coppia non riuscì a superare le proprie differenze. Carlo II era indifferente alla moglie - la quale sposò puramente per ragioni politiche - e aveva una relazione di lunga data con la contessa Margherita Della Rovere, con la quale viveva apertamente a Casale. Isabella Clara, con l'aiuto di papa Alessandro VII, riuscì a esiliare l'amante di suo marito a Roma; ma ciò non fermò l'ipersessualità di Carlo II, che continuò ad avere diversi amanti femminili e persino maschili.
Stanca del comportamento del marito e nonostante le richieste di sua suocera di essere prudenti, anche Isabella Clara ebbe un amante, il conte Carlo Bulgarini, un segretario del Duca e un ebreo del ghetto di Mantova. La loro relazione all'inizio era segreta, ma presto furono conosciute da tutti. A causa della sua relazione, Isabella Clara subì il rigetto e il disprezzo della corte ducale. Nel giugno 1661 il conte Bulgarini fu vittima di un attentato, ma uccisero il padre. Quando Carlo II morì improvvisamente il 14 agosto 1665, si vociferava che fosse stato avvelenato su ordine della moglie. Infatti, il duca morì accidentalmente dopo aver bevuto un afrodisiaco, o nel bel mezzo di un rapporto lascivo.

### Duchessa vedova e reggente
Già durante la reggenza di suo marito, Isabella Clara, facendo affidamento sul consiglio del suo amante, controllava la situazione politica nel ducato. Diventata reggente per il figlio ancora minorenne, nominò il conte Bulgarini come Primo Ministro e prese una posizione neutrale tra i regni spagnolo e francese, e mantenne anche una cauta politica per ottenere l'indipendenza dei ducati di Mantova e del Monferrato dal Sacro Romano Impero.
Nel novembre 1666 ricevette per suo figlio l'investitura ducale dal Sacro Romano Impero, che confermò la sua proprietà sui feudi di Reggiolo e Luzzara, dal 1631 sotto il controllo dei Duchi di Guastalla. Durante la sua reggenza Isabella Clara aumentò il territorio del ducato di Mantova, rafforzando le sue difese. Sotto la mediazione di Luis de Guzmán Ponce de Leon, governatore del ducato di Milano, riuscì ad ottenere senza ostilità diverse isole del Po che furono anche rivendicate dal ducato di Modena e Reggio. Inoltre, le azioni del conte Bulgarini migliorarono la situazione economica dello stato con diversi sistemi fiscali, giudiziari e di polizia, e la qualità della vita della popolazione locale.

### Gli ultimi anni e la morte
Nell'agosto del 1669 la duchessa vedova terminò ufficialmente la sua reggenza, trasferendo tutti i poteri a suo figlio, ma a causa del comportamento dissoluto del giovane duca, dovette continuare a essere impegnata negli affari di stato. Nell'agosto del 1670 a Goito Isabella Clara stipulò un contratto matrimoniale con Ferrante III Gonzaga, duca di Guastalla, nel quale si concordava il matrimonio tra i loro figli Ferdinando Carlo e Anna Isabella. Con questo contratto Ferrante III nominò sia sua figlia che suo genero eredi congiunti del ducato di Guastalla e delle regioni di Dosolo, Luzzara e Reggiolo. Inoltre, la duchessa vedova fu in grado di ottenere l'approvazione dell'Imperatore che, dopo la morte di Ferrante III (che non aveva eredi maschi sopravvissuti), il ducato di Guastalla sarebbe passato a suo figlio, come eredità della moglie.
Dopo la cerimonia ufficiale di matrimonio del figlio con l'ereditiera di Guastalla nel luglio del 1671, Isabella Clara si ritirò dalla corte e si trasferì nel castello di Goito, dove visse con il conte Bulgarini, con cui si sposò segretamente poco dopo. Forse questo passo fu la ragione per cui il 16 dicembre 1671 per ordine di Leopoldo I, e con il consenso del Papa, Isabella Clara fu mandata in un monastero delle Orsoline e il conte Bulgarini in un monastero domenicano. Su richiesta del commissario imperiale, conte Gottlieb von Windisch-Graetz, sia Isabella Clara che il conte Bulgarini presero i voti monastici. La duchessa vedova divenne una suora clarissa.
Isabella Clara morì il 24 febbraio 1685 nel monastero delle Orsoline a Mantova. Al suo funerale era presente solo suo figlio, e fu sepolta nella chiesa di Sant'Orsola. La cerimonia commemorativa pubblica si svolse solo il 14 maggio nella Basilica Palatina di Santa Barbara.

## Ascendenza
|                          |                     |                           | Genitori                         |  |  | Nonni |  |  | Bisnonni               |  |  | Trisnonni           |  |
|                          |                     |                           |                                  |  |  |       |  |  | Ferdinando I d'Asburgo |  |  | Filippo I d'Asburgo |  |
|                          |                     |                           |                                  |  |  |       |  |  | Ferdinando I d'Asburgo |  |  | Filippo I d'Asburgo |  |
|                          |                     | Giovanna di Castiglia     |                                  |  |  |       |  |  | Ferdinando I d'Asburgo |  |  |                     |  |
| Carlo II d'Austria       |                     |                           |                                  |  |  |       |  |  | Ferdinando I d'Asburgo |  |  |                     |  |
|                          |                     | Anna Jagellone            | Ladislao II di Boemia            |  |  |       |  |  |                        |  |  |                     |  |
|                          |                     | Anna Jagellone            | Ladislao II di Boemia            |  |  |       |  |  |                        |  |  |                     |  |
|                          |                     | Anna Jagellone            | Anna di Foix-Candale             |  |  |       |  |  |                        |  |  |                     |  |
| Leopoldo V d'Austria     |                     | Anna Jagellone            |                                  |  |  |       |  |  |                        |  |  |                     |  |
|                          |                     | Alberto V di Baviera      | Guglielmo IV di Baviera          |  |  |       |  |  |                        |  |  |                     |  |
|                          |                     | Alberto V di Baviera      | Guglielmo IV di Baviera          |  |  |       |  |  |                        |  |  |                     |  |
|                          |                     | Alberto V di Baviera      | Maria Giacomina di Baden         |  |  |       |  |  |                        |  |  |                     |  |
| Maria Anna di Baviera    |                     | Alberto V di Baviera      |                                  |  |  |       |  |  |                        |  |  |                     |  |
|                          |                     | Anna d'Asburgo            | Ferdinando I d'Asburgo           |  |  |       |  |  |                        |  |  |                     |  |
|                          |                     | Anna d'Asburgo            | Ferdinando I d'Asburgo           |  |  |       |  |  |                        |  |  |                     |  |
|                          |                     | Anna d'Asburgo            | Anna Jagellone                   |  |  |       |  |  |                        |  |  |                     |  |
| Isabella Clara d'Austria |                     | Anna d'Asburgo            |                                  |  |  |       |  |  |                        |  |  |                     |  |
|                          | Cosimo I de' Medici | Giovanni dalle Bande Nere |                                  |  |  |       |  |  |                        |  |  |                     |  |
|                          | Cosimo I de' Medici | Giovanni dalle Bande Nere |                                  |  |  |       |  |  |                        |  |  |                     |  |
|                          | Cosimo I de' Medici | Maria Salviati            |                                  |  |  |       |  |  |                        |  |  |                     |  |
| Ferdinando I de' Medici  | Cosimo I de' Medici |                           |                                  |  |  |       |  |  |                        |  |  |                     |  |
|                          |                     | Eleonora di Toledo        | Pedro Álvarez de Toledo y Zúñiga |  |  |       |  |  |                        |  |  |                     |  |
|                          |                     | Eleonora di Toledo        | Pedro Álvarez de Toledo y Zúñiga |  |  |       |  |  |                        |  |  |                     |  |
|                          |                     | Eleonora di Toledo        | María Osorio y Pimentel          |  |  |       |  |  |                        |  |  |                     |  |
| Claudia de' Medici       |                     | Eleonora di Toledo        |                                  |  |  |       |  |  |                        |  |  |                     |  |
|                          |                     | Carlo III di Lorena       | Francesco I di Lorena            |  |  |       |  |  |                        |  |  |                     |  |
|                          |                     | Carlo III di Lorena       | Francesco I di Lorena            |  |  |       |  |  |                        |  |  |                     |  |
|                          |                     | Carlo III di Lorena       | Cristina di Danimarca            |  |  |       |  |  |                        |  |  |                     |  |
| Cristina di Lorena       |                     | Carlo III di Lorena       |                                  |  |  |       |  |  |                        |  |  |                     |  |
|                          |                     | Claudia di Valois         | Enrico II di Francia             |  |  |       |  |  |                        |  |  |                     |  |
|                          |                     | Claudia di Valois         | Enrico II di Francia             |  |  |       |  |  |                        |  |  |                     |  |
|                          |                     | Claudia di Valois         | Caterina de' Medici              |  |  |       |  |  |                        |  |  |                     |  |
|                          |                     | Claudia di Valois         |                                  |  |  |       |  |  |                        |  |  |                     |  |